# Augustus, Mare Duce de Oldenburg
Augustus, Mare Duce de Oldenburg (13 iulie 1783 – 27 februarie 1853) a fost Mare Duce de Oldenburg din 1829 până în 1853.

## Naștere și familie
Augustus s-a născut la 13 iulie 1783 la castelul Rastede în apropiere de Oldenburg, ca fiu al Prințului Petru Frederick Louis de Holstein-Gottorp și a soției acestuia, Ducesa Frederica de Württemberg, o fiică a lui Frederic al II-lea Eugene, Duce de Württemberg. 
Augustus a avut un frate, Ducele George de Oldenburg, care era cu un an mai mic decât el. În 1785, mama lui în vârstă de 20 de ani a murit la naștere. Tatăl lui nu s-a recăsătorit niciodată.
În 1785, când Augustus avea doi ani, tatăl lui a devenit Prinț-Episcop de Lübeck și de asemenea a fost numit regent al ducatului de Oldenburg din cauza incapacității vărului său, Wilhelm, Duce de Oldenburg.
Din 1788 până în 1803, cei doi prinți au fost educați acasă sub supravegherea tatălui lor. Împreună cu fratele său a studiat la Universitatea din Leipzig din 1803 până în 1805. În perioada 1805-1807 el și fratele său au călătorit extensiv în Anglia și Scoția.
În 1808, el și-a însoțit tatăl la Congresul de la Erfurt, unde s-a întâlnit împăratul Napoleon I al Franței și țarul Alexandru I al Rusiei. Între 1810 și 1814, Oldenburg a fost ocupat de Franța lui Napoleon.
În decembrie 1810, ducatul de Oldenburg a fost anexat de Primul Imperiu Francez și Augustus și tatăl său au călătorit în Rusia unde au stat în exil la rudele lor, familia imperială rusă. Această anexare a fost una dintre cauzele rupturii diplomatice dintre foștii aliați Franța și Rusia, o dispută care va conduce la război în 1812 și în cele din urmă la căderea lui Napoleon. 
Din 1811 în 1816 el a fost Guvernator de Estonia unde a condus pregătirea abolirii iobăgiei din Rusia. A participat la Războaiele Napoleoniene din 1812 până în 1814. La sfârșitul războaielor napoleoniene el s-a întors în Rusia pentru a-și termina munca din funcția de guvernator de Estonia. S-a întors în Oldenburg în 1816.

## Prima căsătorie

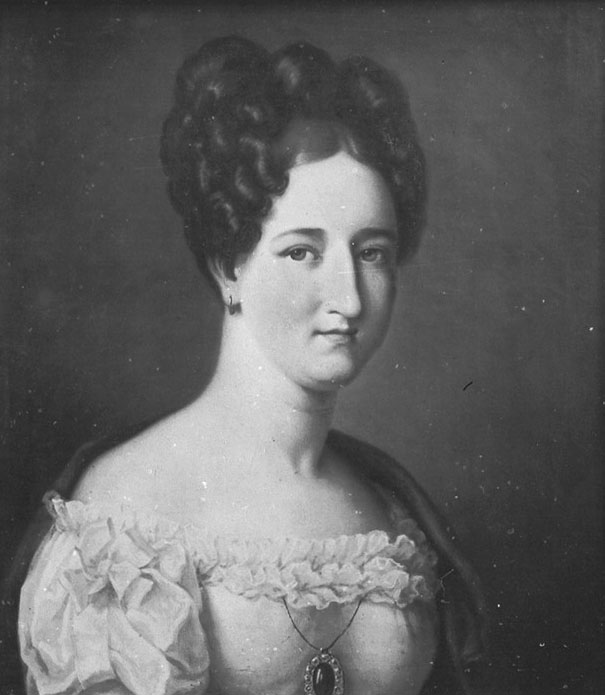
Prințesa Adelheid de Anhalt-Bernburg-Schaumburg-Hoym

La 24 iulie 1817, la vârsta de 34 de ani, Augustus s-a căsătorit cu Prințesa Adelheid de Anhalt-Bernburg-Schaumburg-Hoym. ea era fiica lui Victor al II-lea, Prinț de Anhalt-Bernburg-Schaumburg-Hoym și a soției acestuia, Prințesa Amalie Charlotte de Nassau-Weilburg.
Augustus și Adelheid au avut două fiice:
- Amalia, care s-a născut în 1818 și mai târziu s-a căsătorit cu Prințul Otto de Bavaria, rege ales al Greciei;
- Frederica, care s-a născut în 1820 și mai târziu s-a căsătorit cu Jakob von Washington, o rudă îndepărtată a primului președinte al Statelor Unite George Washington.

Prințesa Adelheid a murit brusc în 1820, la vârsta de 20 de ani.

## Prinț moștenitor

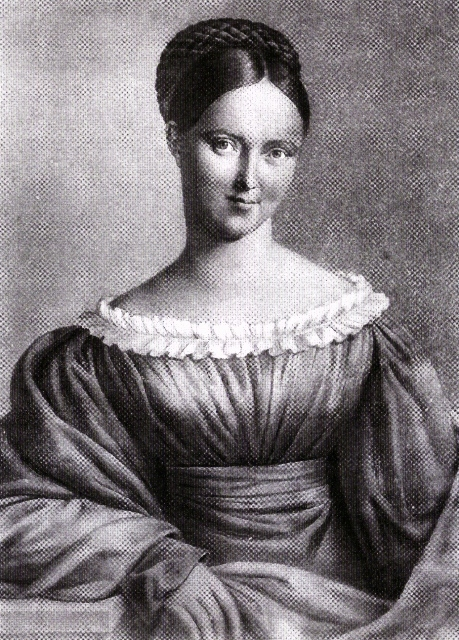
Prințesa Ida de Anhalt-Bernburg-Schaumburg-Hoym

În 1823, tatăl său a succedat ca Duce de Oldenburg după decesul vărului său Wilhelm, Duce de Oldenburg iar Augustus a devenit prinț moștenitor. 
Deși Oldenburg, ca multe alte ducate germane, a fost ridicat de la ducat la mare ducat în 1815 la Congresul de la Viena, tatăl său a ales să continue să folosească titlul de Duce în loc de cel de Mare Duce.
Ca prinț moștenitor el a participat intens la guvernarea ducatului.

## A doua căsătorie
La 24 iunie 1825, după cinci ani de văduvie, Augustus s-a căsătorit a doua oară cu Prințesa Ida de Anhalt-Bernburg-Schaumburg-Hoym, sora mai mică a primei soții.
Augustus și Ida au avut un fiu, Petru, care s-a născut în 1827 și care i-a succedat tatălui său. Ca și sora ei, Prințesa Ida a murit după trei ani de căsătorie, în 1828.

## Domnie
La 21 mai 1829, Augustus i-a succedat tatălui său, Ducele Petru I, la tronul din Oldenburg. Spre deosebire de tatăl său, Augustus și-a asumat titlul de Mare Duce, el fiind primul care a folosit titlul de Mare Duce de Oldenburg.
Ca Mare Duce, Augustus s-a angajat în reformarea administrației micului său stat și s-a arătat un conducător patriarhal care s-a îngrijit de agricultură, transport, asistență socială, artă și știință. Comerțul a înflorit în Weser și Jade și orașul Oldenburg a devenit unul dintre centrele culturale din Germania.
Marele Duce însă a fost reticent în a urma cererile populare de a introduce o constituție pentru Marele Ducat. Deși articolul 13 din Constituția Confederației germane obliga Oldenburg să aibă o constituție, în urma sfaturilor rudelor sale din Rusia, Marele Duce a tot amânat promisiunea de o da constituție din 1830.
Numai ca urmare a revoluțiilor de la 1848, sub presiunea consilierilor săi, Marele Duce a trebuit să se gîndească la constituție. La 18 februarie 1849 el a semnat constituția Oldenburg care a fost revizuită în 1852.

## A treia căsătorie

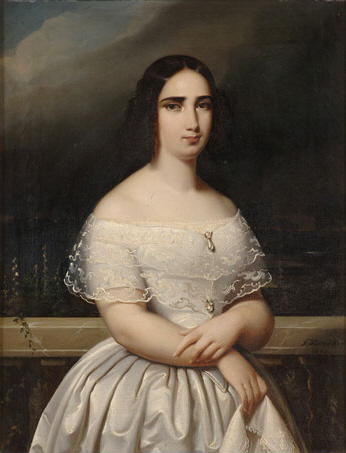
Prințesa Cecilia a Suediei

La 5 mai 1831, la Viena, Augustus s-a căsătorit a treia oară cu Prințesa Cecilia a Suediei, o fiică a regelui detronat Gustav al IV-lea Adolf al Suediei. El devenise Mare Duce cu doi ani mai înainte, Prințesa Cecilia devenind prima Mare Ducesă de Oldenburg.  Ambii soți erau membri ai Casei de Holstein-Gottorp și descendenți ai lui Christian August de Holstein-Gottorp, Prinț de Eutin, erau veri îndepărtați.
Augustus și Cecilia au avut trei fii:
- Alexander Friedrich Gustav (16 iunie 1834 – 6 iunie 1835)
- Nikolaus Friedrich August (15 februarie 1836 – 30 aprilie 1837)
- Anton Günther Friedrich Elimar (23 ianuarie 1844 – 17 octombrie 1895)

Mare Ducesă Cecilia a murit la 27 ianuarie 1844 în Oldenburg, la vârsta de 34 de ani.
Marele Duce Augustus a murit la 27 februarie 1853 în Oldenburg. A fost înmormântat la mausoleul ducal din Oldenburg. Augustus a fost succedat ca Mare Duce de fiul său cel mare, Petru al II-lea, Mare Duce de Oldenburg.